# کاسی اسمیت (خواننده)
کاسی اسمیت (به انگلیسی: Kasey Smith) (زاده ۲۹ مارس ۱۹۹۰) خواننده ایرلندی است.
او در مسابقه آواز یوروویژن ۲۰۱۴ به همراه کن-لین نماینده ایرلند بود.